# Französischer Rugbypokal
Der Französische Rugbypokal (französisch Coupe de France) war ein Pokalwettbewerb für Rugby-Union-Mannschaften in Frankreich.
Er wurde zunächst von 1906 bis 1939 ausgetragen, dann aber wegen des Zweiten Weltkriegs ausgesetzt und 1943 wieder eingeführt. Alle französischen Mannschaften waren teilnahmeberechtigt, wobei die besten erst in den späteren Runden ins Geschehen eingriffen. Das Finalspiel im Jahr 1951 war derart gewalttätig, dass die englische Rugby Football Union die Absetzung des Wettbewerbs forderte. Ansonsten würde die französische Nationalmannschaft aus dem Five-Nations-Turnier wieder ausgeschlossen, zu dem sie 1939 nach einer mehrjährigen Sperre wieder zugelassen worden war. Die Fédération française de rugby (FFR) entsprach diesem Wunsch.
Mitte der 1980er Jahre wurde der Pokalwettbewerb auf Initiative des damaligen FFR-Präsidenten Albert Ferrasse wiederbelebt. Doch bereits nach drei Austragungen musste er wieder abgesetzt werden, da der Spielkalender mit der Meisterschaft und der Challenge Yves du Manoir bereits dicht gedrängt war; auch das Zuschauerinteresse war bescheiden. Einen letzten Versuch zur Wiederbelebung des Pokals gab es 1996, als er mit der Challenge Yves du Manoir zur Trophée Du-Manoir Coupe de France zusammengelegt wurde. Er existierte weiter bis 2003 unter verschiedenen Bezeichnungen.

## Finalspiele
| Datum                                        | Meister           | 2. Finalist        | Ergebnis    |
| -------------------------------------------- | ----------------- | ------------------ | ----------- |
| 1943                                         | SU Agen           | Stade Bordelais    | 11:4        |
| 1944                                         | Toulouse OEC      | Stade Bordelais    | 19:2        |
| 1945                                         | SU Agen           | AS Montferrandaise | 14:13       |
| 1946                                         | Stade Toulousain  | Section Paloise    | 6:3         |
| 1947                                         | Stade Toulousain  | AS Montferrandaise | 14:11       |
| 1948                                         | Castres Olympique | FC Lourdes         | 6:0         |
| 1949                                         | CA Bègles         | Stade Toulousain   | 11:6        |
| 1950                                         | FC Lourdes        | AS Béziers         | 16:3        |
| 1951                                         | FC Lourdes        | Stadoceste Tarbais | 6:3         |
| 1984                                         | Stade Toulousain  | FC Lourdes         | 6:0         |
| 1985                                         | RC Narbonne       | AS Béziers         | 28:27 n. V. |
| 1986                                         | AS Béziers        | Stade Aurillacois  | 40:9        |
| 1996 bis 2003 siehe Challenge Yves du Manoir |                   |                    |             |